# Otto Ohlendorf
Otto Ohlendorf (4. februar 1907 - 7. juni 1951) var Gruppenführer i Schutzstaffel (SS) og under 2. verdenskrig kommandant for Einsatzgruppe D underlagt Sicherheitsdienst (SD).

## Karriere i staten
Ohlendorf blev født i Hoheneggelsen ved Hildesheim i Tyskland i en landbrugsfamilie. Han gik i 1925 ind i NSDAP med medlemsnummer 6631, og i 1926 sluttede han sig til SS. Han studerde økonomi og jura ved Universitetet i Leipzig og Universitetet i Göttingen, og fra 1930 holdt han forelæsninger ved flere økonomiske institutter.
Tidligt i 1936 blev han økonomisk konsulent for SD og fik graden Hauptsturmführer i SS. I maj samme år blev han forfremmet til Sturmbannführer. I 1939 kom forfremmelsen til Standartenführer og til chefstillingen i Amt III ved Reichssicherheitshauptamt (RSHA). Den stilling havde han til krigens slutning i 1945. Fra 1943 var han vicegeneraldirektør i Rigsfinansministeriet og fra 1944 Gruppenführer i SS.

## Einsatzgruppen
I juni 1941 udnævnte Reinhard Heydrich, lederen for RSHA, Ohlendorf til kommandant for Einsatzgruppe D, som var aktiv i det sydlige Ukraine og på Krimhalvøen. Under Ohlendorfs kommando var enheden den 13. december 1941 ansvarlig for massakren på mindst 14.300 mennesker i Simferopol. De fleste af ofrene var jøder. Mindst 90.000 drab tilskrives enheden.

## Nürnbergprocessen
Ohlendorf blev efter krigen tiltalt for krigsforbrydelser, forbrydelser mod menneskeheden og medlemskab af SS og SD. Han blev stillet for retten i Einsatzgruppenprosessen;
Han var åben i sine udtalelser under processen og styrkede påstanden om, at hans enhed havde dræbt omkring 90.000 mennesker. Han viste ingen anger.
Ohlendorf skræmte de tilstedeværende i retten, fordi han virkede så "normal". Anklageren, Benjamin Ferencz, oplevede ham som en pæn, intelligent og velinformeret familiefar. Ohlendorf var den eneste anklagede under Nürnberg-processen, som åbent tilstod sine handlinger. Han syntes, at NS-ideologien med dens opfattelse af livet som en kamp virkede fornuftig. I felten var han optaget af at skåne mordernes psyke ved at sørge for, at to ad gangen skød på hvert offer. Ofrene interesserede han sig ikke for. Fra felten skrev han til sin kone, at han havde gjort mere for nationalsocialismen med sin "befolkningspolitiske virksomhed", end han havde gjort ved skrivebordet. 
Han blev dømt til døden og henrettet i Landsberg fængsel 7. juni 1951. Han gav hverken udtryk for skyldfølelse eller anger. Tværtimod mente han at kunne retfærdiggøre bl.a. mord på børn. Anklageren Ferencz spurgte ham: "Skal jeg meddele familien noget, vil De sige eller skrive noget, kan jeg gøre Dem en tjeneste?" Ohlendorf så bare opgivende på ham og svarede: "Jøderne i Amerika kommer til at lide. De vil selv få at se, hvad De har gjort." 